# Torneo Clausura 2010 (El Salvador)
El Torneo Cláusura 2010 de El Salvador fue la 24 ª edición de la Primera División de Fútbol Profesional desde su creación de un formato de Apertura y Cláusura. AD Isidro Metapán ganó el torneo, alegando su cuarto título en su historia. La temporada comenzó el 9 de enero de 2010 y concluyó el 23 de mayo de 2010. CD FAS fue el equipo que defendió el título, después de haber ganado el Apertura 2009 y alzarse con la primera de las dos plazas salvadoreñas para la  Liga de Campeones de la CONCACAF 2010-11. AD Isidro Metapán se llevó la otra plaza. Como en años anteriores, consistió en la liga de 10 equipos, cada uno jugando un juego de ida y vuelta contra los otros clubes por un total de 18 partidos, respectivamente. Los cuatro mejores equipos al final de la temporada regular tomaron parte de las semifinales.

## Información de los equipos

### Cambios de entrenadores
| Equipo              | Entrenador (jornadas)                                                                        |
| ------------------- | -------------------------------------------------------------------------------------------- |
| Alianza FC          | Miguel Soriano (Antes del inicio de temporada) Miloš Miljanić (1-18)                         |
| CD L.A.Firpo        | Agustín Castillo (Antes del inicio de temporada) Hugo Coria (1-18)                           |
| CD Atlético Balboa  | Luis Ramírez Zapata (Antes del inicio de temporada) Carlos Mijangos (1-18)                   |
| CD Águila           | Eraldo Correia (Antes del inicio de temporada) Nelson Ancheta (1-11) Rubén Alonso (12-18...) |
| Municipal Limeño    | Víctor Coreas (1-3) Eraldo Correia (4 -18)                                                   |
| Alacranes del Norte | Gustavo De Simone (1-3) Carlos Meléndez (4-18)                                               |
| CD FAS              | Roberto Gamarra (1-13) Adolfo Menendez (14-18)                                               |

### Estadios y lugares
| Equipo              | Ciudad               | Estadio                        | Capacidad |
| ------------------- | -------------------- | ------------------------------ | --------- |
| CD Águila           | San Miguel           | Juan Francisco Barraza         | 10,000    |
| Alacranes del Norte | Chalatenango         | Estadio José Gregorio Martínez | 15,000    |
| Alianza FC          | San Salvador         | Estadio Cuscatlán              | 45,925    |
| CD Atlético Balboa  | La Unión             | Estadio Marcelino Imbers       | 4,000     |
| UES                 | San Salvador         | Estadio Cuscatlán              | 45,925    |
| CD FAS              | Santa Ana            | Estadio Óscar Quiteño          | 15,000    |
| AD Isidro Metapán   | Metapán              | Estadio Jorge "Calero" Suárez  | 8,000     |
| CD Luis Ángel Firpo | Usulután             | Estadio Sergio Torres          | 5,000     |
| Municipal Limeño    | Santa Rosa de Lima   | Estadio José Ramón Flores      | 5,000     |
| CD Vista Hermosa    | San Francisco Gotera | Estadio Correcaminos           | 12,000    |

### Equipos por departamentos
| Departamento | N.º | Equipos                                  |
| ------------ | --- | ---------------------------------------- |
| La Unión     | 2   | CD Atlético Balboa y CD Municipal Limeño |
| San Salvador | 2   | Alianza FC y UES                         |
| Santa Ana    | 2   | CD FAS y AD Isidro Metapán               |
| Chalatenango | 1   | Alacranes del Norte                      |
| Morazán      | 1   | CD Vista Hermosa                         |
| San Miguel   | 1   | CD Águila                                |
| Usulután     | 1   | CD L.A. Firpo                            |

## Tablas de clasificación

### Torneo Clausura 2010
|  |     | Equipos de fútbol   | PJ | G  | E | P  | GF | GC | Dif | Pts |
|  | --- | ------------------- | -- | -- | - | -- | -- | -- | --- | --- |
|  | 1.  | Luis Ángel Firpo    | 18 | 10 | 4 | 4  | 34 | 27 | +7  | 34  |
|  | 2.  | Águila              | 18 | 9  | 6 | 3  | 26 | 13 | +13 | 33  |
|  | 3.  | Vista Hermosa       | 18 | 8  | 7 | 3  | 24 | 17 | +7  | 31  |
|  | 4.  | Isidro Metapán      | 18 | 9  | 4 | 5  | 22 | 19 | +3  | 31  |
|  | 5.  | Atlético Balboa     | 18 | 6  | 9 | 3  | 21 | 16 | +5  | 29  |
|  | 6.  | Alianza             | 18 | 3  | 9 | 6  | 20 | 25 | -5  | 18  |
|  | 7.  | FAS                 | 18 | 4  | 5 | 9  | 22 | 28 | -6  | 17  |
|  | 8.  | Municipal Limeño    | 18 | 4  | 5 | 9  | 19 | 28 | -9  | 17  |
|  | 9.  | Atlético Marte      | 18 | 3  | 7 | 8  | 23 | 27 | -4  | 16  |
|  | 10. | Alacranes del Norte | 18 | 3  | 5 | 10 | 16 | 27 | -11 | 14  |

Pts = Puntos; PJ = Partidos Jugados; G = Partidos Ganados; E = Partidos Empatados; P = Partidos Perdidos; GF = Goles Anotados; GC = Goles Recibidos; Dif = Diferencia de gol